# Trichilia gilgiana
Trichilia gilgiana là một loài thực vật có hoa trong họ Meliaceae. Loài này được Harms miêu tả khoa học đầu tiên năm 1896.